# School for Secrets
Pour plus de détails, voir Fiche technique et Distribution.
School for Secrets est un film britannique réalisé par Peter Ustinov, sorti en 1946.

## Synopsis
Un groupe de scientifiques est créé pour travailler à la mise au point d'un système de radar, au début de la Seconde Guerre mondiale. Ils vont mener leur tâche à bien, y compris au prix de sacrifices dans leurs vies personnelles.

## Fiche technique
- Titre : School for Secrets
- Réalisation : Peter Ustinov
- Assistant  : Michael Anderson
- Scénario : Peter Ustinov
- Direction artistique : Carmen Dillon, Paul Sheriff
- Costumes : Dorothy Broomham
- Photographie : Jack Hildyard
- Son : John Cook, Desmond Dew
- Montage : Russell Lloyd
- Musique : Alan Rawsthorne
- Production : George H. Brown, Peter Ustinov
- Production déléguée : Filippo Del Giudice
- Société de production : Two Cities Films
- Société de distribution : General Film Distributors
- Pays d'origine :  Royaume-Uni
- Langue originale : anglais
- Format : Noir et blanc  — 35 mm — 1,37:1 — son mono
- Genre : Film de guerre
- Durée : 102 minutes
- Dates de sortie : Royaume-Uni : 7 novembre 1946

## Distribution
- Ralph Richardson : James Heatherville
- Raymond Huntley : Walter Laxton-Jones
- John Laurie : Jock McVitie
- Ernest Jay : David Dainty
- David Tomlinson : Edward Watlington
- Finlay Currie : Sir Duncan Wilson Wills
- Norman Webb : Docteur Wainwright
- Michael Hordern : Lieutenant-Commander Lowther
- Pamela Matthews : Mme Watlington
- Joan Haythorne : Mme Laxton-Jone
- Joan Young : Mme McVitie
- Ann Wilton : Mme Dainty
- Richard Attenborough : Jack Arnold
- Paul Carpenter : Flight-Lieutenant Argylle
- O. B. Clarence : un vieux serviteur
- Murray Matheson : Wing Commander Allen